# Damburst
Damburst is het tweede studioalbum van de Nederlandse band Water en naar het bleek ook het laatste.

## Inleiding
Na het redelijk succesvolle album The second day en de bijbehorende optredens in voornamelijk kleine zalen, mocht Water een nieuw album opnemen. Ditmaal voor Vertigo Records, het subplatenlabel van Phonogram voor progressieve rock. Albums en optredens zorgden echter nauwelijks voor een gezonde financiële basis. Dat Water naar de Londense The Roundhouse Studios mocht gaan voor het tweede album was eigenlijk een wonder. Muziekproducent Chris White (bassist uit The Zombies) zag wel wat in de muzikale mogelijkheden van Water, met name in de combinatie dwarsfluit en mondharmonica. Onder White kwam Water met een album dat losjes gezien iets weg heeft van een conceptalbum; de teksten gaan over het (verdwijnen van) leven. Alhoewel Westerbeek nog hoopte dat dit beter zou aanslaan en dat Water grotere successen zou boeken, leidde het mede door de vele personeelswisselingen juist tot opheffing van Water.
Internationale inbreng kwam verder van Graham Preskett, die arrangeerde en leiding gaf aan koor en orkest. De foto’s voor de platenhoes kwamen van Govert de Roos.

## Musici
- Ron Westerbeek – zang, toetsinstrumenten
- Allaert Troost – gitaar
- John Lagrand – mondharmonica
- Martin van Hilst – drumstel
- Jan van Dijk – dwarsfluit
- Boris Farberow – basgitaar en zang track 9

## Muziek
| Nr. | Titel                                | Duur |
| --- | ------------------------------------ | ---- |
| 1.  | What happened to your dreams (Water) | 3:15 |
| 2.  | The whisper of doom (Water)          | 1:02 |
| 3.  | Damburst I (Water)                   | 2:10 |
| 4.  | Feeling’s real (Water)               | 5:52 |
| 5.  | Up the ladder (Water)                | 4:45 |
| 6.  | Message (Don’t break me) (Water)     | 4:55 |

| Nr. | Titel                    | Duur |
| --- | ------------------------ | ---- |
| 1.  | Aggression (Water)       | 2:49 |
| 2.  | Water (Water)            | 3:51 |
| 3.  | Sail away (Water)        | 5:09 |
| 4.  | The last seagull (Water) | 4:21 |
| 5.  | Damburst II (Water)      | 3:10 |
| 6.  | It’s over (Water)        | 4:43 |

Track 4 van kant 1 bevat een muzikaal citaat uit de Water Music van Georg Friedrich Händel. Track The last seagull verwijst naar Jonathan Livingstone Seagull.

## Nasleep
De band verzorgde een aantal optredens, maar werd nimmer echt populair. Het album stond drie weken in de onderste regionen van de Album Top 20 (18, 20 en 19). Westerbeek ging weer spelen in Sandy Coast. In de jaren negentig was het album uit de handel. Het album kon toen alleen op verzoek gedigitaliseerd worden via Fonos (catalogusnummer 6003).